# Хрватске одбрамбене снаге
Хрватске одбрамбене снаге (скр. ХОС) су биле хрватска милиција. Биле су међу првим организованим јединицама које су деловале током рата у Хрватској, и уз Хрватско вијеће одбране су чиниле окосницу хрватске борбе против српских снага у Босни и Херцеговини, а такође и у Хрватској. ХОС се касније интегрисао у Хрватску војску 1992. приликом реструктурирања војних снага унутар Хрватске.
ХОС су основали Доброслав Парага и Анте Параџик. Већина јединица ХОС-а су носиле класичне маскирне војне униформе док су неке јединице носиле црне униформе, а неки њихови припадници усташко знамење из Другог светског рата што је доводило до тога да су их противници редовно називали усташама. У јединицама ХОС-а је било Хрвата који су служили у војскама западних земаља, али и страних држављана. Они су обучавали војнике ХОС-а који је тиме постао једна од најбољих јединица у Хрватској. ХОС у БиХ је до свог распада био мешовитог хрватско-муслиманског састава и под командом Председништва БиХ. Командант ХОС-а у БиХ је био Блаж Краљевић који је убијен 1992. у атентату. Након његовог убиства већина ХОС-оваца у БиХ је прешла у ХВО док је мањи део, претежно муслимански, прешао у Армију РБиХ.
ХОС је такође била скраћеница за Хрватске оружане снаге у (НДХ), које су настале 1944. спајањем домобранских и усташких јединица.